# Takumi-kun Series 5: Ano, Hareta Aozora
Takumi-kun Series 5: Ano, Hareta Aozora (タクミくんシリーズ5「あの、晴れた青空」 lit. Ese soleado cielo azul?) es la quinta y última película perteneciente a la franquicia de Takumi-kun Series, una serie de novelas ligeras de género shōnen-ai escritas por Shinobu Gotō. Fue dirigida por Kenji Yokoi y estrenada el 20 de agosto de 2011.

## Argumento
La relación de Takumi y Gii, a pesar de ser fuerte, aún atraviesa por numerosos altibajos y ambos evitan ser vistos juntos en la escuela, un hecho que todavía resulta doloroso para Takumi. Se acerca el aniversario de la muerte del hermano mayor de Takumi y Gii desea ir con este a visitar su tumba. Sin embargo, el mismo día se llevará a cabo un torneo organizado por la escuela que tiene como objetivo forjar lazos con los nuevos estudiantes. Como si fuera poco, Gii está obligado a participar y es el favorito para ganar. Tras enterarse de esto, Takumi cree que Gii ha roto su promesa y que nunca ha tenido intención de ir con él. Posteriormente cae en un espiral de depresión del cual le será difícil salir.

## Reparto
- Kyōsuke Hamao como Takumi Hayama
- Daisuke Watanabe como Giichi "Gii" Saki
- Ryōma Baba como Arata Misu
- Taiki Naitō como Kanemitsu Shingyōji
- Yukihiro Takiguchi como Shōzō Akaike
- Shōta Takasaki como Renji
- Tamotsu Ishibashi como Ōhashi-sensei

## Producción
La composición de la música estuvo a cargo de Kōji Endō. Al igual que en todas las películas anteriores, la filmación tuvo lugar en el hotel British Hills, en Iwase, prefectura de Fukushima. Una versión extendida fue lanzada el 1 de diciembre de 2012.